# Pierre Kalala Mukendi
Pour les articles homonymes, voir Mukendi.
Pierre Kalala Mukendi, né le 22 novembre 1939 à Jadotville au Congo belge (aujourd'hui Likasi en République démocratique du Congo) et mort le 30 juin 2015 à Johannesbourg, est un footballeur congolais (RDC) devenu entraîneur.

## Biographie

### Jeunesse
Cursus scolaire
Pierre Kalala Mukendi a fait ses études primaires à Panda et Shinkolobwe dans la ville de Likasi de 1946 à 1953. Il embrasse les études techniques à Mutoshi dans le Kolwezi de 1953 à 1958. De 1960 à 1962, il fait les études industrielles à l’Athénée de Kolwezi. Sa carrière professionnelle l’amène à l’Union minière du Haut Katanga qui deviendra plus tard la Gécamines de 1958 à 1962. Après bien d’autres  emplois exercé à Lubumbashi, il s'installe à Kinshasa chez Azda comme agent commercial de 1975 à 1977. Il passe ensuite chez Sozacom entre 1982 et 1985 comme responsable des sports et entraîneur du FC Sozacom avant de se retrouver à l’Onatra Kinshasa, en qualité de chef de service chargé des sports.

### Carrière
International congolais (RDC), il participe à la CAN 1965, inscrivant deux buts. Son équipe est éliminée au premier tour. Il joue ensuite la CAN 1968, où il inscrit un but en finale et remporte le tournoi.
Il entraîne l'équipe de RD Congo lors de l'année 1992. Il dirige ainsi les joueurs congolais lors de la CAN 1992.
Il meurt des suites d'une insuffisance rénale le 30 juin 2015 à l'âge de 75 ans à Johannesbourg en Afrique du Sud.

## Palmarès

### Avec l'équipe de RD Congo
- Vainqueur de la Coupe d'Afrique des nations 1968

### Avec le TP Engelbert
- Vainqueur de la Coupe d'Afrique des clubs champions en 1967 et 1968
- Finaliste de la Coupe d'Afrique des clubs champions en 1969 et 1970
- Vainqueur de la Coupe d'Afrique des vainqueurs de coupe en 1980 (comme entraîneur)
- Champion de RD Congo en 1966, 1967 et 1969
- Vainqueur de la Coupe de RD Congo en 1966 et 1967